# Троицкий (станция Приволжской железной дороги)
Тро́ицкий — разъезд Приволжской железной дороги в нескольких километрах от хутора Троицкий в городском округе Михайловка.
В районе тяготения разъезда, в 8 км к востоку, расположен населённый пункт Липов.

## Движение по разъезду
По состоянию на январь 2021 года через разъезд курсируют следующие поезда:
| Обращение пригородных поездов | Обращение пригородных поездов | Обращение пригородных поездов | Обращение пригородных поездов |
| № поезда                      | Маршрут движения              | № поезда                      | Маршрут движения              |
| ----------------------------- | ----------------------------- | ----------------------------- | ----------------------------- |
| 6517                          | Арчеда — Урюпино              | 6518                          | Урюпино — Арчеда              |